# Buthacus sadinei
Espèce
Buthacus sadinei est une espèce de scorpions de la famille des Buthidae.

## Distribution
Cette espèce est endémique de la wilaya de Tindouf en Algérie. Elle se rencontre vers Tindouf.

## Description
Le mâle holotype mesure 56,2 mm.

## Systématique et taxinomie
Cette espèce a été décrite par Ythier en 2022.

## Étymologie
L'espèce est nommée en honneur de Salah Eddine Sadine.

## Publication originale
- Ythier, 2022 : « A new species of Buthacus Birula, 1908 from Western Algeria (Scorpiones: Buthidae). » Faunitaxys, vol. 10, no 28, p. 1-6 (texte intégral).